# Konzertsaal Solothurn

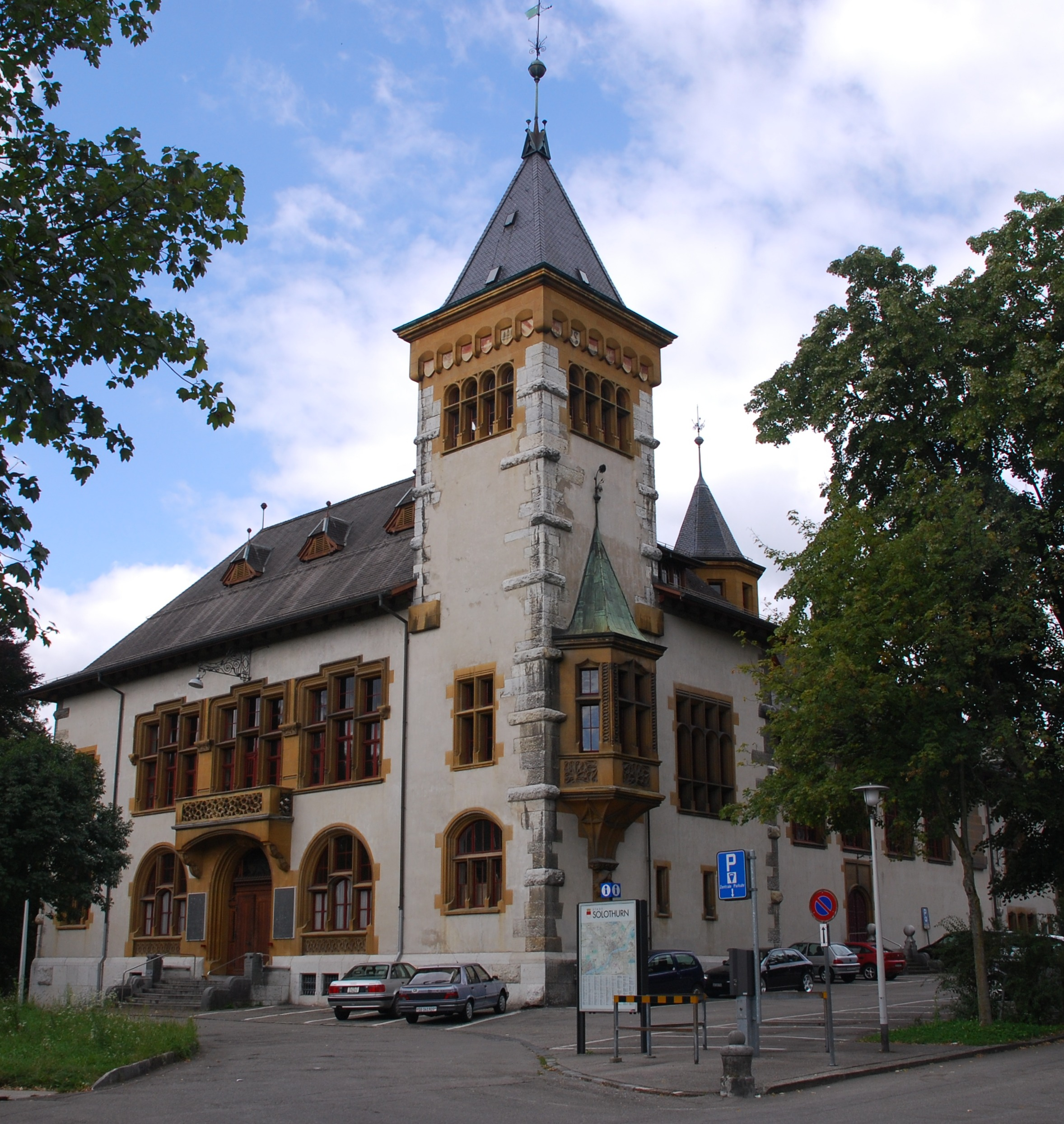
Konzerthaus Solothurn

Der Konzertsaal (auch Konzerthaus) im schweizerischen Solothurn ist ein Konzerthaus, wo regelmässig Chor- und Instrumentalmusik aufgeführt wird.

## Lage
Der Konzertsaal liegt nördlich der Solothurner Altstadt, wo einst die mächtigen Schanzen standen. Es liegt an der Unteren Steingrubenstrasse 1 im nördlichen Grüngürtel der Stadt, nahe dem Kunstmuseum.

## Architektur
Entworfen wurde das Gebäude vom Schweizer Architekten Alexander Koch im Jahr 1896. Als Vorlage diente das Landesmuseum Zürich; der örtliche Architekturstil prägt das Aussehen des Bauwerks. Im Jahr 2004 wurde das Gebäude restauriert. Der Konzertsaal wurde nach seiner Fertigstellung zusammen mit dem Kunstmuseum zu den zwei neuen kulturellen Zentren von Solothurn.
Insgesamt stehen im Inneren zwei Räume für Konzerte, Seminare und Vorträge zur Verfügung: der Grosse Konzertsaal mit einer Fläche von 210 m² und einer Zuschauerkapazität von 590 Personen sowie der Kleine Konzertsaal mit einer Fläche von 130 m² und einer Zuschauerkapazität von 200 Personen. Im Eingangsbereich liegt zudem das Foyer.

## Veranstaltungen
Seit 1990 wird der Konzertsaal als Spielstelle der Solothurner Filmtage genutzt.

## Bildergalerie

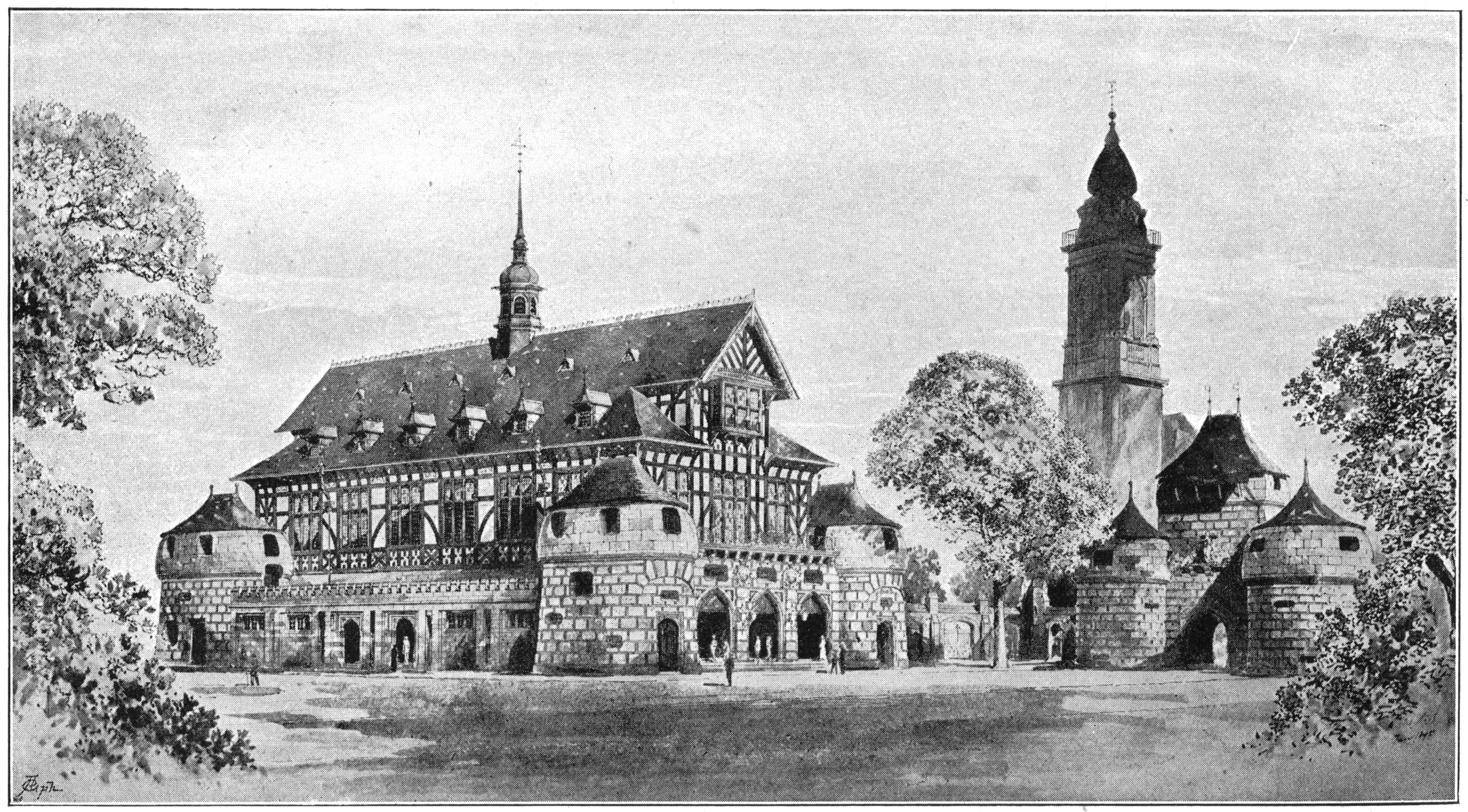
Erster Rohentwurf zu einem Konzertsaal in Solothurn von Alexander Koch (1895)
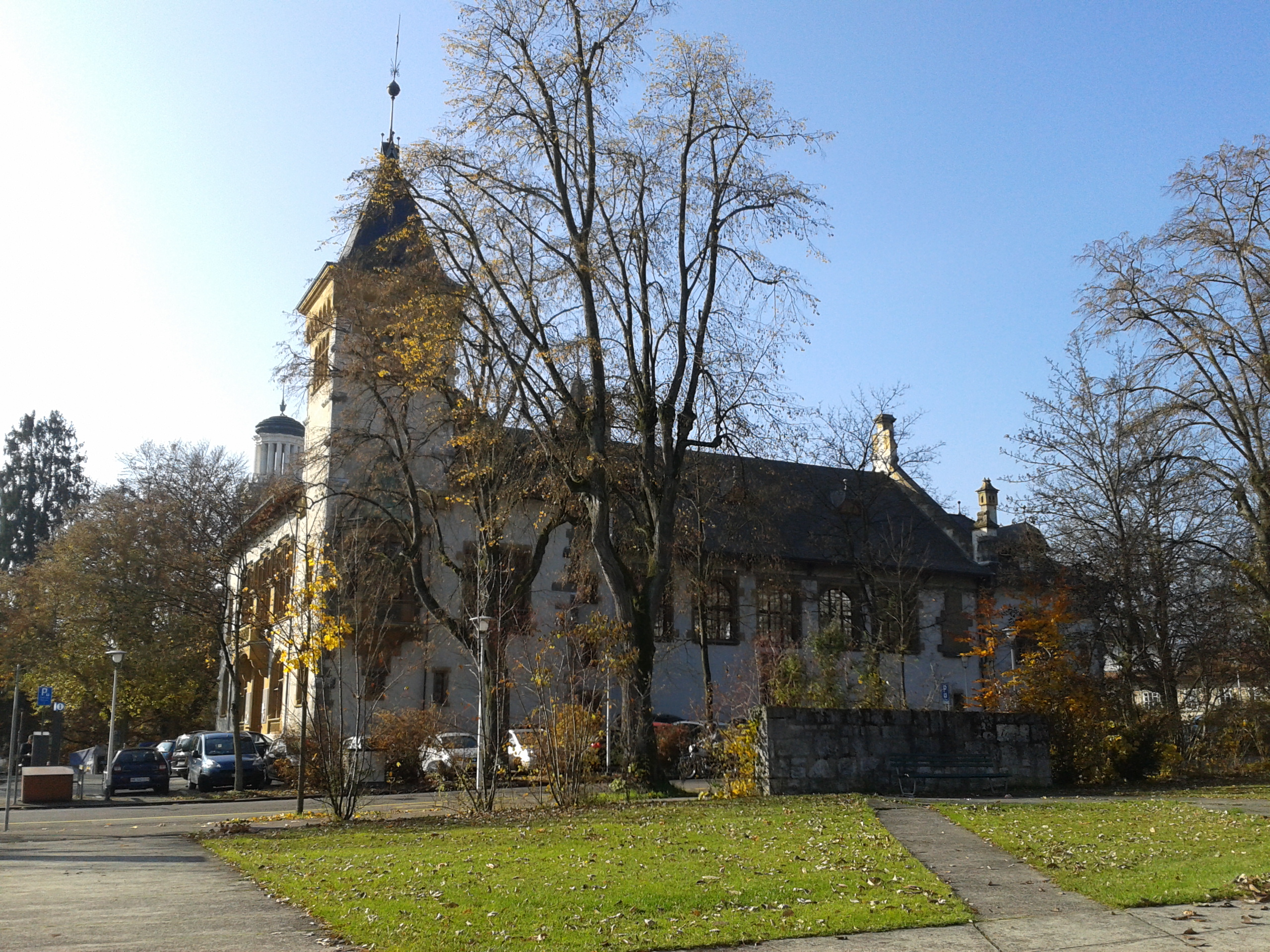
Ostansicht des Gebäudes vom Park des Kunstmuseums aus
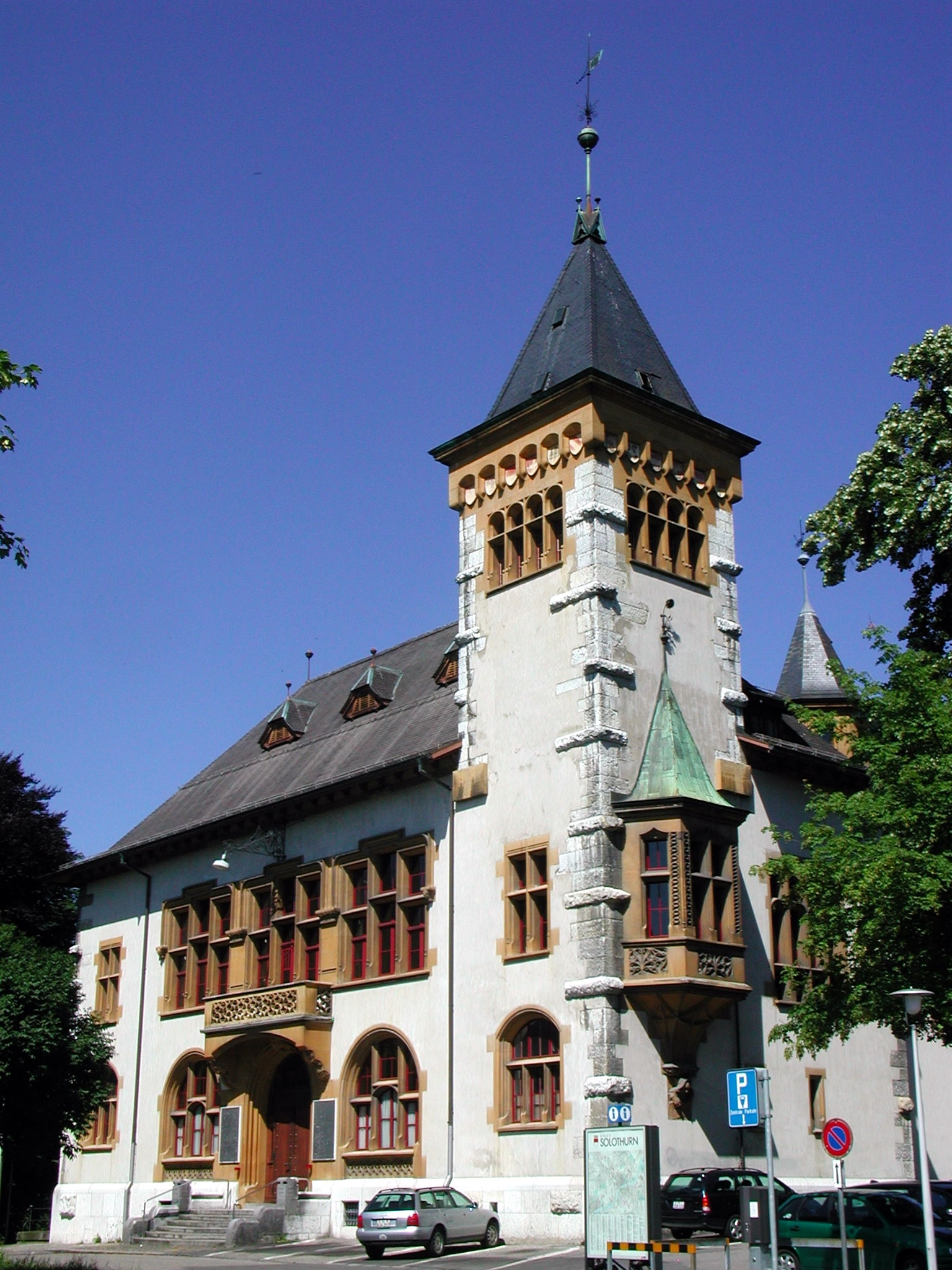
Eingang und Turm des Konzerthauses